# Falsterbopråmarna

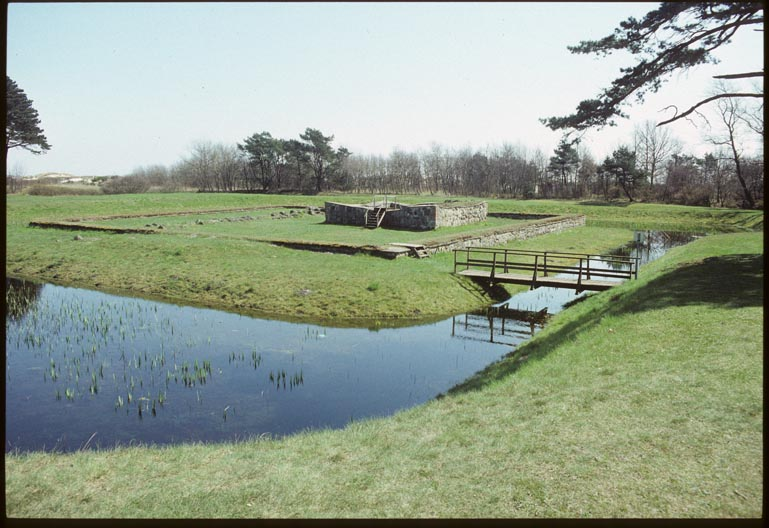
Pråmarna påträffades i vallgravens yttre mellanvall vid ruinen efter Falsterbohus.

Falsterbopråmarna är sex pråmar från 1200-talet som upptäcktes vid en utgrävning 1911 i södra vallgraven vid ruinen efter Falsterbohus. Resterna efter den medeltida borgen ligger strax ovanför Falsterbonäset strand i sydvästra hörnet av Skåne. När borgen byggdes hörde Skåne till Danmark. 

## Pråmarnas användning
Pråmarna har sannolikt tjänat som last- och färjetransporter för folk, djur och handelsvaror som skulle in till den stora sill- och köpmarknaden som årligen ägde rum. Den dominerade som handelsplats under hela medeltiden och har gått till historien som Skånemarknaden. Sillen var av största betydelse för landets ekonomi, den saltades och skeppades i kaggar och laggade trätunnor för att omsättas på marknaden. Silltunnorna forslades därpå vidare ut i landet eller exporteras utrikes.

## Skånemarknaden
Skånemarknaden började utvecklas redan på vikingatiden och Skanör står omnämnd i skriftliga källor från 1200-talet som en plats där köpmän från olika länder hade rätt att bedriva handel. Under denna period attraherade även det rika sillfisket och centrum för denna verksamhet förlades vid danske kung Menveds borg i Falsterbo, men kommersen flyttades senare till Skanör där den kontrollerades av hanseatiska köpmän. Även det för sillens bevarande så viktiga saltet stod under hansans kontroll. Under säsongsfisket som inträffade varje höst när sillen gick till, kom inte bara danskar och skåningar dit för att fiska, utan även tyskar och norrmän slog sig ner i fiskelägen utmed Öresund.

## Omlastning

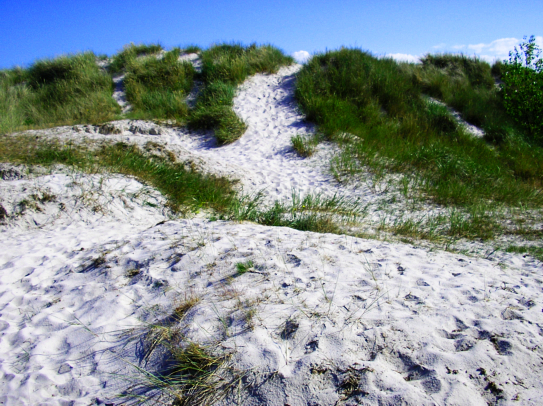
Stranden vid Falsterbonäset är fylld med sandrevlar som sträcker sig långt ut i havet och utgör ett hinder för sjöfarten.

På 1100-talet kom koggen till danska vatten och den krävde ett större djup än vad Falsterbonäsets revlar och grunda strandbankar kunde erbjuda. Otaliga var de fartyg som förliste där och försvann ner i flygsanden som i symbios med havet ständigt var i rörelse. En teori är att man av säkerhetsskäl lät lossa lasten från koggarna som låg förtöjda ute på redden, till de flata och mer stadiga pråmarna, för en vidare transport in till land. En omlastning skedde sedan på stranden och transporten fortsatte med dragvagn upp till marknaden, som enligt utgrävda lerplatåer antas först ha legat direkt bakom Falsterbohus. Senare under hanseaternas tid förlades marknaden i Skanör. 

## Pråmarna i vallgraven
De sex pråmarna var när de hittades inlagda i mellanvallens fundament i vallgravens yttre södra del mot havet. De bör således vara äldre än det Falsterbohus som uppfördes cirka 1311-1318. En äldre borg fanns under danske kung Valdemars tid men den förstördes 1311 av hanseatiska styrkor. När den nya borgen började byggas tog man tillvara de gamla pråmarna som låg nere på stranden och lade in dessa under jordvallen. Därmed fick de en ny funktion att fylla och blev återanvända som byggnadsmaterial. Inskeppade varor gick nu direkt till hamnen i Skanör och pråmarna vid Falsterborevet behövdes inte längre.

## Pråmarnas konstruktion
Fem av pråmarna är 14-15 meter långa och alla har en likvärdig konstruktion av tätt sammanfogade träplankor. Stävarna är låga och båtformade medan akterpartien är raka. Den sjätte pråmen som är den enda bärgade är cirka 18 meter lång och 3,6 meter bred. Den har tidigare varit utställd på Kulturen i Lund, men ligger nu i ett sönderplockat skick i Kulturens magasin och lär endast vara tillgänglig för etablerade forskare. Pråmarna anses vara unika i Nordeuropa, endast en sådan pråm från vikingatidens slutskede, eller medeltidens början, uppges vara känd från Egernsund i danska Söderjylland.

## En skeppskyrkogård
Ytterligare en pråm av samma typ upptäcktes ute i vattnet i slutet av 1990-talet och ännu en lokaliserades sommaren 2000 ute i Kämpingebukten. Denna är cirka 10 meter lång, alltså något kortare än Falsterbopråmarna, men ser i övrigt ut på samma sätt och ungefär 60% av virket förefaller vara bevarat.
Sammanlagt har alltså sju pråmar från tidigt 1300-tal påträffats vid Falsterbonäsets södra strand och en i Kämpingebukten. Därtill har ett stort antal vrak efter andra skepp och båtar påträffats i vattnet kring Falsterbohalvön. Några av dessa är Falsterbobåten, Knösenvraket och Foteviksskeppen.